# Universidad Abierta y a Distancia de México
La Universidad Abierta y a Distancia de México (UnADM) es una institución universitaria mexicana especializada en la modalidad abierta y a distancia que imparte educación superior a nivel nacional por medio de entornos virtuales de aprendizaje. Con carácter público y gratuito, es un organismo desconcentrado de la Secretaría de Educación Pública (SEP). Es considerada la primera institución gratuita de su tipo en América y una de las mejores universidades a distancia del país.
La sede administrativa de la UnADM se localiza en la Ciudad de México y fue declarada universidad en 2012, aunque tiene su origen en el programa de Educación Superior Abierta y a Distancia creado en 2009 durante la administración del expresidente Felipe Calderón. Está dividida en 3 divisiones y ofrece 23 licenciaturas en las áreas de ciencias sociales y administrativas, ciencias exactas, ingeniería y tecnología, y ciencias de la salud, biológicas y ambientales.

## Desarrollo
Fue decretada como universidad el 19 de enero del 2012 en el Diario Oficial de la Federación, a partir del Programa de Educación Superior Abierta y a Distancia (ESAD). Este programa se desarrolló en 2009, y tras la publicación de dicho decreto, se constituyó como una universidad federal.
Su sede central se encuentra en la Ciudad de México, y su rector es elegido directamente por el presidente de la República. Está facultada para expedir certificados, títulos de grado y posgrado a quienes hayan concluido la educación superior de acuerdo con sus planes y programas. El título profesional se otorga mediante la aprobación de una disertación pública al final de la carrera, en la cual se expone y se defiende un proyecto original que se desarrolló mediante proyectos terminales, estadías o proyectos de intervención de acuerdo al plan de estudios que se cursa. Dichos proyectos terminales, estadías o proyectos de intervención son presenciales en los casos que así lo exija el programa de estudios correspondiente, y tienen una duración de 500 horas divididas en dos semestres. El alumno es responsable de gestionar su proyecto terminal, estadía o proyecto de intervención en organizaciones de los sectores público, social y privado que acepten acogerlo.
Todas las carreras se imparten vía Internet aprovechando las herramientas tecnológicas de comunicación. Los planes de estudio de las diferentes carreras se dividen en semestres, cada uno de los cuales se conforma por dos bloques: B1 y B2 (aunque en algunas de reciente creación se han implementado dos módulos por semestre), a su vez formados por un currículo de tres materias cada uno. El modelo curricular modular permite obtener un título de Técnico Superior Universitario luego de haber cursado los primeros dos años, y el de Licenciado o Licenciada, al concluir los cuatro años. En 2018, 10 programas educativos de la UnADM alcanzaron el Reconocimiento de Calidad Nivel 1, que otorgan los Comités Interinstitucionales para la Evaluación de la Educación Superior (CIEES).

## Educación superior abierta y a distancia
La ESAD comenzó a funcionar como institución de enseñanza el 12 de octubre del 2009, primer día que abrió el acceso en línea a los estudiantes de la primera generación. Uno de sus principales objetivos era atender a la población y a las zonas del país que no tenían acceso a servicios escolarizados de educación.
Para la primera generación, el programa esperaba atender 10 mil solicitudes; sin embargo, la demanda rebasó las 30 mil. Durante los primeros tres años, la ESAD tuvo tal éxito que obligó a conformarla como universidad, a fin de desconcentrarla de la SEP. Fue así como el 19 de enero del 2012 se expidió un decreto según el cual, a partir del día siguiente, 20 de enero, quedó creada la Universidad Abierta y a Distancia de México.

## Misión
La Universidad Abierta y a Distancia de México tiene como misión 
"Formar profesionales del más alto nivel y en diversas áreas del conocimiento; éticos y con un sólido compromiso social hacia su comunidad; competitivos nacional e internacionalmente; con espíritu emprendedor y los conocimientos para que respondan a los avances de la ciencia y la tecnología, así como a las necesidades de desarrollo económico, político, social y cultural del país." 

## Visión
A su vez la Universidad Abierta y a Distancia de México tiene como visión 
"ser la institución líder de educación superior a distancia en los países de habla hispana, con un modelo educativo flexible e innovador y un amplio reconocimiento social, que promueva la preservación del medio ambiente, la generación de conocimiento y el desarrollo científico y tecnológico."

## Objetivo General
El objetivo general de la Universidad Abierta y a Distancia de México es 
"Ampliar las oportunidades y atender la demanda de educación superior en todo el país, bajo criterios y estándares de calidad e innovación permanentes, con especial atención a las regiones y grupos que por diversas razones no tienen acceso a servicios educativos escolarizados." 

## Oferta educativa
La oferta educativa primeramente de la ESAD, y posteriormente de la UnADM, se creó teniendo en cuenta las necesidades para el desarrollo nacional y el mercado laboral, con dos convocatorias por año. Específicamente, se tomaron en cuenta:

- Carreras con mayor saturación;
- Ingreso promedio mensual por áreas de conocimiento;
- Tendencias del mercado laboral a nivel nacional e internacional, y
- Carreras emergentes con mayor demanda.

La UnADM ofrece 23 licenciaturas e ingenierías y 19 carreras técnicas, una de las cuales está disponible exclusivamente para graduarse como TSU y todas las demás con la posibilidad de obtener título tanto como TSU como de licenciatura o de ingeniería, según corresponda. Además, ofrece diez carreras universitarias para mexicanos que viven en el extranjero.
| Técnico Superior Universitario | Licenciatura e ingeniería | Posgrados |
| --- | --- | --- |
| - Desarrollo Comunitario - Seguridad Pública - Administración de Empresas Turísticas - Gestión y Administración de PyMEs - Mercadotecnia Internacional - Biotecnología - Energías Renovables - Tecnología Ambiental - Matemáticas - Telemática - Desarrollo de Software - Logística y Transporte - Urgencias Médicas - Promotoría Comunitaria - Proyectos Sociales - Promoción de la Salud - Gestión en Alimentación y Nutrición - Gestión de Servicios de Salud - Gestión Industrial | " División de Ciencias Sociales y Administrativas " - Administración de Empresas Turísticas - Administración y Gestión Pública - Contaduría y Finanzas Públicas - Derecho - Desarrollo Comunitario - Gestión Territorial - Gestión y Administración de PyMEs - Mercadotécnica Internacional - Políticas y Proyectos Sociales - Seguridad Pública "División de Ciencias de la Salud, Biológicas y Ambientales" - Ingeniería en Biotecnología - Ingeniería en Energías Renovables - Ingeniería en Tecnología Ambiental - Gerencia de Servicios de Salud - Nutrición Aplicada - Promoción y Educación para la Salud - Seguridad Alimentaria " División de Ciencias Exactas, Ingeniería y Tecnología " - Ingeniería en Desarrollo de Software - Enseñanza de las Matemáticas - Ingeniería en Gestión Industrial - Matemáticas - Telemática - Ingeniería en Logística y Transporte | - Especialidad en Enseñanza de la Historia de México - Maestría en Enseñanza de la Historia de México - Maestría en Seguridad Alimentaria |

La UnADM cuenta con un programa para mexicanos que radican en otros países, permitiendo así ampliar el alcance que tiene esta universidad, las licenciaturas que se encuentran disponibles para dicha población son:
- Administración de empresas turísticas
- Desarrollo comunitario
- Gestión territorial
- Gestión de Pymes
- Matemáticas
- Mercadotecnia internacional
- Políticas y proyectos sociales
- Seguridad pública
- Desarrollo de software
- Tecnología ambiental

## Requisitos de ingreso
Las bases para poder acceder a estos programas son:
- Nacionalidad mexicana
- Solicitud de registro
- Documentación de expediente escolar
- Acreditar el proceso de admisión

## Rectores
- Manuel Quintero Quintero
- Francisco Cervantes Pérez
- José Gerardo Tinoco Ruíz
- Lilian Kravzov Appel